# Ulmus androssowii
Ulmus androssowii är en almväxtart som beskrevs av Litw.. Ulmus androssowii ingår i släktet almar, och familjen almväxter. Utöver nominatformen finns också underarten U. a. subhirsuta.